# Nishinomiya
Nishinomiya (西宮市, Nishinomiya-shi) é uma cidade japonesa localizada na província de Hyogo.
Em 1 de Abril de 2005 a cidade tinha uma população estimada em 460 945 habitantes e uma densidade populacional de 4 601 h/km². Tem uma área total de 100,18 km².
Recebeu o estatuto de cidade a 1 de Abril de 1925.

## Cidade-irmã
- Londrina, Brasil